# Zakladnik
Zakladnik je osnivač i vlasnik zaklade. Zakladnik može biti jedna ili više fizičkih i/ili pravnih osoba. Po Zakonu o zakladama i fundacijama zakladnik donosi statut Zaklade i postavlja i razrješuje upravu zaklade (primjer: Zakladna uprava, Upravno vijeće).

## Poveznice
- Zaklada

## Vanjske poveznice
- Zaklade.info  Arhivirana inačica izvorne stranice od 13. siječnja 2016. (Wayback Machine)